# Canscorinae
Canscorinae, podtribus sirištarki smješten u tribus Chironieae. Sastoji se od 9 rodova  a tipični je rod Canscora s 13 paleotropskih vrsta
Podtribus je opisan u Gentianaceae: Systematics and Natural History 50. 2002.

## Rodovi:
1. Subtribus Canscorinae Thiv & Kadereit
2. Canscora Lam. (13 spp.)
3. Canscorinella Shahina & Nampy (3 spp.)
4. Duplipetala Thiv (2 spp.)
5. Cracosna Gagnep. (3 spp.)
6. Hoppea Willd. (2 spp.)
7. Microrphium C.B.Clarke (1 sp.)
8. Phyllocyclus Kurz (5 spp.)
9. Schinziella Gilg (1 sp.)